# Villeneuve-lès-Lavaur
 Villeneuve-lès-Lavaur là một xã thuộc tỉnh Tar trong vùng Occitanie ở phía nam nước Pháp. Xã này nằm ở khu vực có độ cao trung bình 200 mét trên mực nước biển.